# Pirítoo

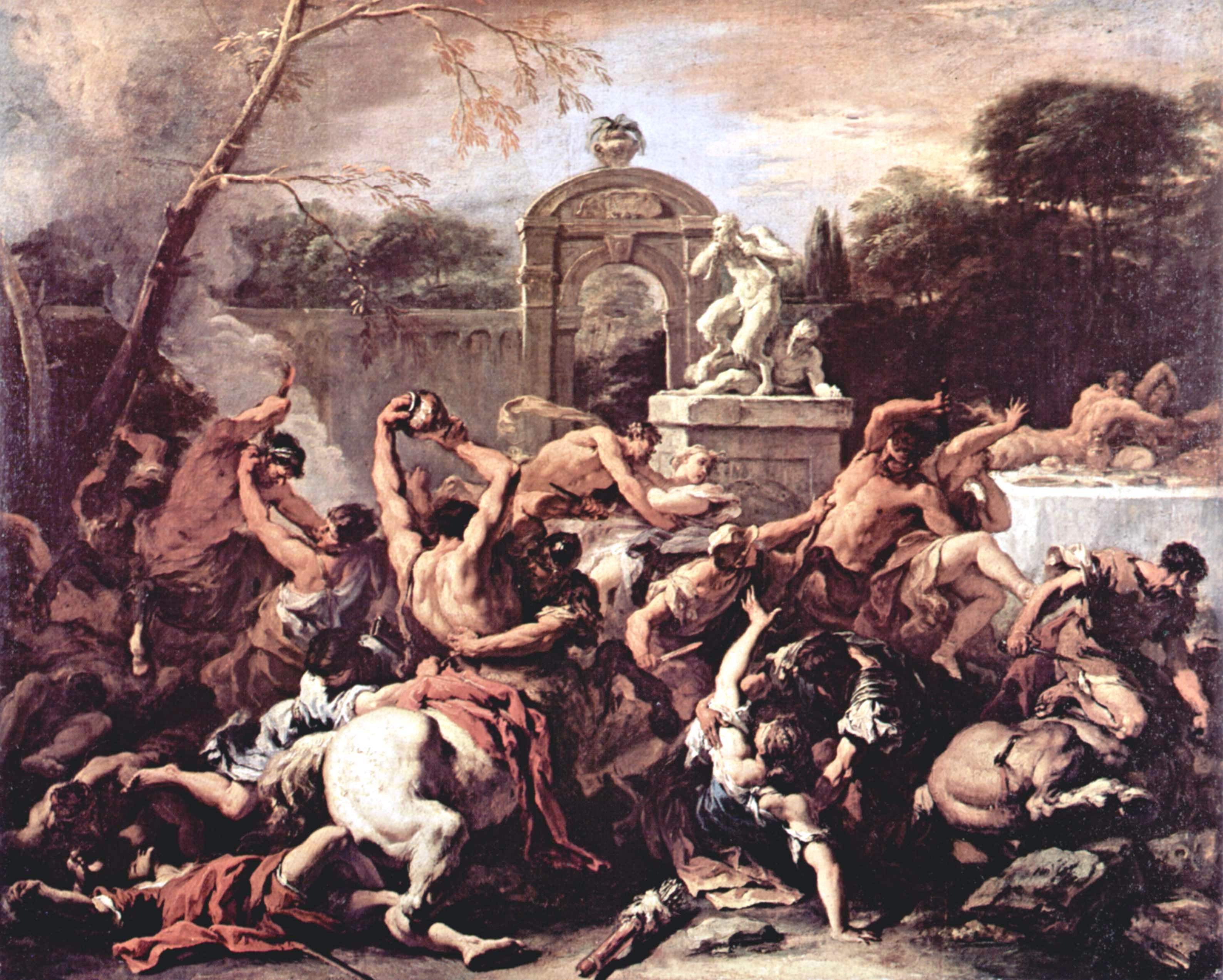
Combate de los Centauros y los Lápitas, de Sebastiano Ricci (1715)

En la mitología griega, Pirítoo (en griego Πειρίθοος o Πειρίθους) era un rey de los lapitas de Larisa, en Tesalia. Es especialmente recordado por ser el compañero de Teseo. 

## Familia
Ya en la Ilíada a Pirítoo se lo imagina como hijo de Zeus y de la esposa de Ixión,o bien era hijo natural de Ixión. Su madre es conocida como Día, hija de Eyoneo o Deyoneo. Acaso sea el mismo personaje citado por Hesíodo, pues éste dice que unos tales Pirítoo y Tlesénor eran hijos de Épito. Con su esposa Hipodamía engendró a Polipetes. También se conoce a la hermana de Pirítoo, llamada Fisadia (o Tisadia); los Dioscuros la raptaron, junto con Etra, la madre de Teseo, y luego las dieron en servidumbre para su hermana Helena.

## Combate de lápitas y centauros
A su enlace con Hipodamía, hija de Butes, el joven Pirítoo invitó a sus hermanos paternos los centauros. Ambos cónyuges estaban emparentados con ellos. Fue una gran boda con una enorme celebración donde corrió la comida y la bebida. Los centauros, tras emborracharse, intentaron violar a la desposada y raptar a las invitadas. Todos los invitados varones se unieron contra los centauros en una violenta y sangrienta batalla. Entre ellos se encontraban los lápitas (parientes de Pirítoo) a quienes se unió Teseo. El célebre combate entre centauros y lápitas terminó con la victoria de estos últimos, y la expulsión de los centauros de Tesalia. Uno de los dos frontones del templo de Zeus en Olimpia representaba la lucha entre lápitas y centauros en la boda de Pirítoo.

## Amistad con Teseo y viaje al inframundo
Teseo y Pirítoo fueron amigos inseparables, y participaron juntos en hazañas bélicas de su época: en la cacería del jabalí de Calidón, en la expedición de los Argonautas, etcétera.
Decidieron casarse cada uno con una hija de Zeus: Teseo con Helena, que aún era una niña, y Pirítoo con Perséfone. Primero raptaron a Helena y la dejaron bajo la custodia de Etra, y luego decidieron bajar al inframundo en busca de Perséfone. Los Dioscuros, hermanos de Helena, fueron a liberar a su hermana.
Cuando Teseo y Pirítoo hubieron descendido al inframundo, Hades les tiende una trampa en un banquete, donde se quedan pegados en los asientos. Cuando Heracles, en su duodécimo trabajo fue en busca de Cerbero, estando ya cerca de las puertas del inframundo, los encontró encadenados. Al ver a Heracles tendieron sus manos hacia él, como si fuesen a ser resucitados gracias a la fuerza de este. A Teseo, agarrándolo de la mano, logró alzarlo, pero tuvo que abandonar a Pirítoo ya que, al intentar levantarlo, tembló la tierra, por lo que este se quedó para siempre en el inframundo.
Otros dicen que Teseo y Pirítoo eran además amantes.